# Miasteczko akademickie Uniwersytetu Opolskiego
Miasteczko akademickie Uniwersytetu Opolskiego (do 1994 miasteczko akademickie Wyższej Szkoły Pedagogicznej im. Powstańców Śląskich w Opolu) – miasteczko uniwersyteckie Uniwersytetu Opolskiego grupujące głównie wydziały opolskiej uczelni oraz domy studenckie. Zlokalizowane jest w centrum miasta. Całość kompleksu jest sukcesywnie wznoszona od lat 50. XX w.

## Położenie
Miasteczko studenckie Uniwersytetu Opolskiego położone jest w centrum Opola, w północno-wschodniej części Śródmieścia. Jest ono oddalone od Rynku o około 810 m. Całość przybiera formą zbliżoną do trójkąta. Jego granice wykreślają ulice: Oleska na północy, Katowicka na wschodzie i Grunwaldzka na południu.

## Historia

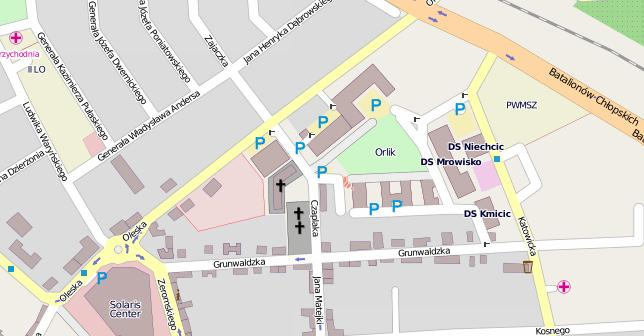
Fragment śródmieścia Opola z widocznym kampusem UO

### Geneza
Na początku lat 50. XX wieku wraz z utworzeniem województwa opolskiego podjęto pracę nad utworzeniem w jego stolicy wyższej uczelni państwowej. W 1953 roku zgodę na jej powołanie wyraziły miejscowe władze partyjne. Przyszła uczelnia miała mieć charakter szkoły pedagogicznej.
Na miejsce przyszłego kampusu przeznaczono pole znajdujące się w niedalekim oddaleniu od centrum. W jego pobliżu znajdował się peryferyjne wille poniemieckie z przełomu XIX i XX wieku oraz kościół Najświętszego Serca Pana Jezusa, powstały w 1930 roku. W latach 40. i 50. XX wieku władze miejskie proponowały wybudowanie w tym miejscu monumentalnego teatru i targu.
Nie czekając na pozwolenie ze strony władz centralnych zawiązał się w Opolu Komitet Budowy Wyższej Szkoły Pedagogicznej w składzie: Lucjan Skalski (przewodniczący), Teodor Musioł (sekretarz), Bohdan Jezierski (członek) oraz Antoni Kolejewski (członek). Komitet pozyskując fundusze z Funduszu Odbudowy Szkół (FOS) zlecił wykonanie projektu przyszłego miasteczka akademickiego Opolskiemu Biurowi Projektów. Jednak po jego odmowie projekt pierwszych trzech budynków w miasteczku (dom studencki, główny gmach WSP i dom profesora) wykonał Bohdan Jezierski na prywatne zlecenie Teodora Musioła. W projekcie tym uwidoczniły się wszechobecne wpływy panującego wówczas socrealizmu.

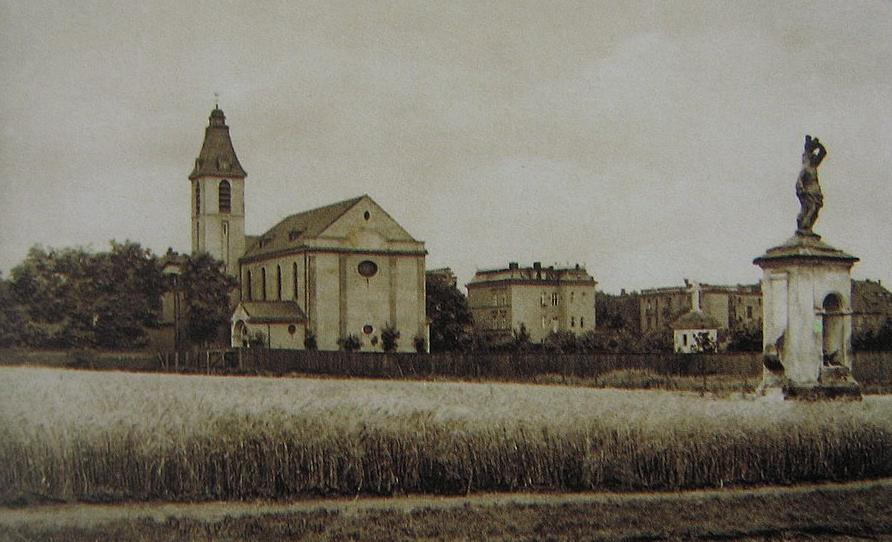
Pole z widocznym w oddali kościołem Najświętszego Serca Pana Jezusa prowadzonym przez ojców jezuitów, na którym od lat 50. XX w. sukcesywnie wznoszono kampus uniwersytecki

### Budowa pierwszych obiektów
Ważnym czynnikiem hamującym powstanie w Opolu szkoły wyższej, był brak kadry naukowo-dydaktycznej. Stąd też Komitet Budowy WSP namawiał władze centralne do przeniesienia z Wrocławia Wyższej Szkoły Pedagogicznej, która nie posiadała tam odpowiedniego zaplecza technicznego.
Jeszcze na początku 1954 roku bez zgody władz w Warszawie ruszyły pierwsze prace budowlane, którymi kierował Antoni Kolejewski. Niedługo potem w listopadzie tego samego roku zalegalizowano całą budowę, a władze centralne zgodziły się na przeniesie do Opola wrocławskiej Wyższej Szkoły Pedagogicznej, która miała znaleźć siedzibę w budowanym kampusie.
Otwarcia pierwszego obiektu dokonano 21 stycznia 1956 roku, a był nim Dom Studencki "Mrowisko". Akademik ten oferował 600 miejsc noclegowych. Poza tym początkowo swoją siedzibę w nim znalazła także filia Biblioteki Głównej WSP. W listopadzie 1957 roku oddano do użytku Dom Profesora przy ulicy Jana Matejki (ob. Czaplaka), a zamieszkało w nim 16 rodzin pracowników naukowo-dydaktycznych. Z kolei w 1958 roku wzniesiono Główny Gmach WSP, a w 1960 roku okazałą aulę, w której do 2002 roku odbywały się inaugurację i ważne uroczystości uczelniane.

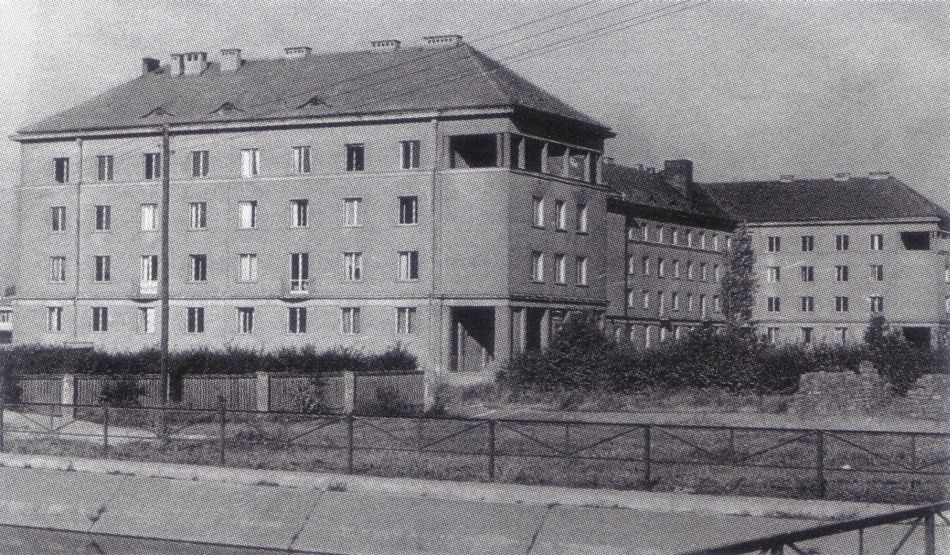
DS "Mrowisko" nestor opolskich akademików, otwarty 21 stycznia 1956 roku, fotografia z lat 60. XX wieku

### Okres rozbudowy
W połowie lat 60. XX wieku opolska WSP zaczęła odczuwać braki lokalowe na skutek zwiększającej się liczby kierunków, a co za tym idzie studentów. W DS "Mrowisku" przeznaczonym dla 600 studentów faktycznie zamieszkiwało 926 osób, głównie nielegalnie. W 1965 roku zapadła decyzja o budowie nowego akademika i nowego skrzydła głównego gmachu uczelni. O pieniądze na ten cel zwrócono się do Społecznego Funduszu Odbudowy Stolicy i Towarzystwa Rozwoju Ziem Zachodnich. Nowy akademik otrzymał nazwę "Spójnika".
Od 14 do 18 marca 1968 roku przez miasteczko akademickie przetoczyły się strajki studenckie, które miały miejsce jako wyraz poparcia dla protestujących w Warszawie studentów, protestujących po zdjęciu ze sceny Teatru Narodowego Dziadów w reżyserii Kazimierza Dejmka (wydarzenia marcowe).
W tym samym roku rozpoczęto budowę zespołu boisk na kampusie przed DS "Mrowiskiem", a kilka lat później wzniesiono za nimi pawilon, potocznie nazywany "Reinerówką" od nazwiska prorektora ds. dydaktycznych - Bolesława Reinera, w którym urządzono nowe sale dydaktyczne.

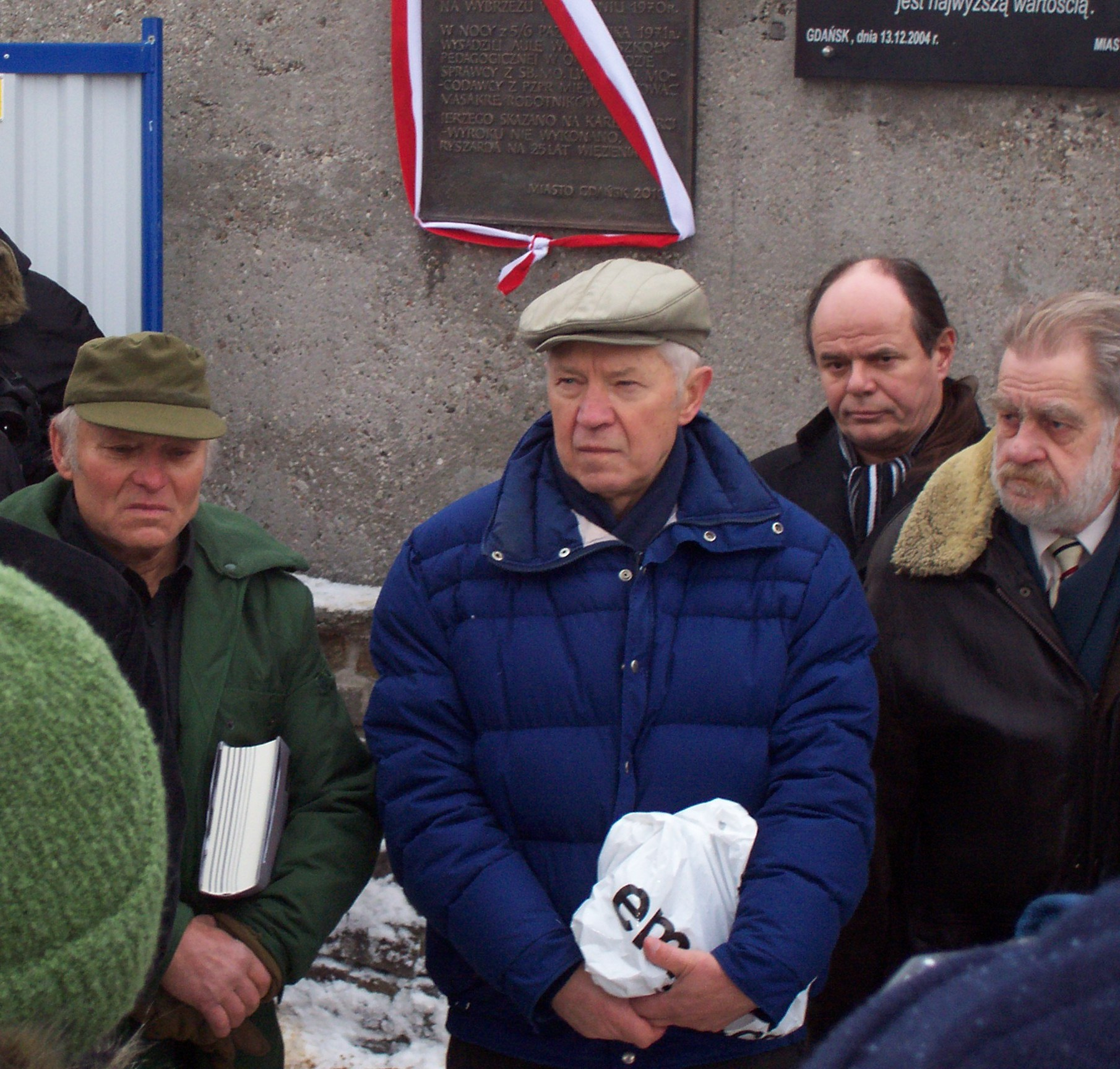
Ryszard Kowalczyk (pośrodku) i jego brat Jerzy (z lewej), winni wysadzenia auli WSP w 1971 roku

W nocy z 5 na 6 października 1971 roku miała miejsce poważna eksplozja, która całkowicie zniszczyła aule WSP. Aktu tego dokonali bracia Kowalczykowie, pracownicy uczelni. Eksplozja miała miejsce w przeddzień mającej odbyć się na sali konferencji MO oraz SB z udziałem Prezesa Rady Ministrów i szefa resortu spraw wewnętrznych. Odbudowaną ją szybko w 1972 roku przy znacznym udziale pracowników i studentów.
Na początku lat 70. XX wieku opracowano projekt budowy dużych, czterech budynków administracyjno-dydaktycznych we wschodniej pierzei kampusu, od strony ul. Grunwaldzkiej, jednak nie doczekał się on realizacji. Za to w 1974 roku zakończono budowę nowego 11-kondygnacyjnego domu studenckiego z obszerną bazą socjalną i klubem. Po zorganizowanym konkursie na jego nazwę ochrzczono go mianem "Kmicica", od głównego bohatera filmu Jerzego Hoffmana, który wchodził wtedy na ekrany kin.
Ważnym wydarzeniem było przejęcie pod wyłączny zarząd WSP w 1975 roku gmachu przy pl. Staszica, w którym do tej pory mieściło się I Liceum Ogólnokształcące. Pozyskany gmach znajdował się na terenie kampusu. W tym samym roku w DS "Kmicic" urządzono międzynarodowy hotel studencki. Kolejną inwestycją realizowaną w miasteczku akademickim było wzniesienie w latach 1970–1978 siedziby Instytutu Chemii. Nowy 6-kondygnacyjny gmach został wzniesiony według projektu Jana Bujaka z inicjatywy dyrektorki tej jednostki, doc. Barbary Rzeszotarskiej.

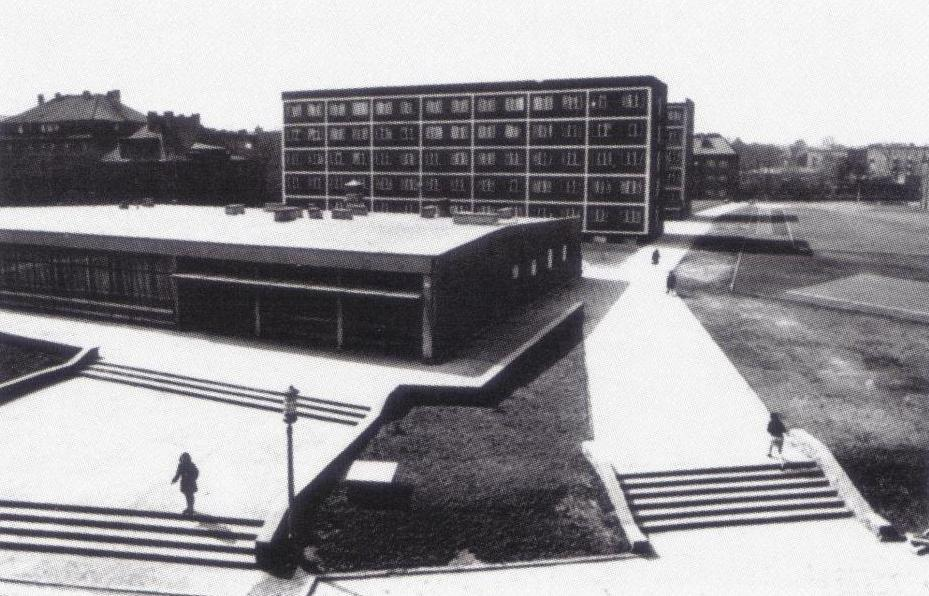
Stołówka studencka przekształcona na początku lat 90. w Studenckie Centrum Kultury (ŚCIEK), następnie przemianowana na Klub studencki "Kocioł", na którego miejscu w latach 2005-2006 wybudowano Collegium Civitas z widocznym w tle DS "Spójnik", lata 80. XX wieku

W latach 80. XX wieku ruch inwestycyjny na miasteczku zamarł. W 1984 roku oddano do użytku jedynie gmach Instytutu Ochrony Środowiska na rogu ulic Oleskiej i Matejki (Czaplaka). W latach 1989–1989 wybudowano obiekt, przylegający do głównego gmachu WSP, w którym urządzono nowo powstały Instytut Psychologii. Budynek ten liczący 3-kondygnacje bez piwnic, okazał się zbyt ciasny.

### Lata najnowsze

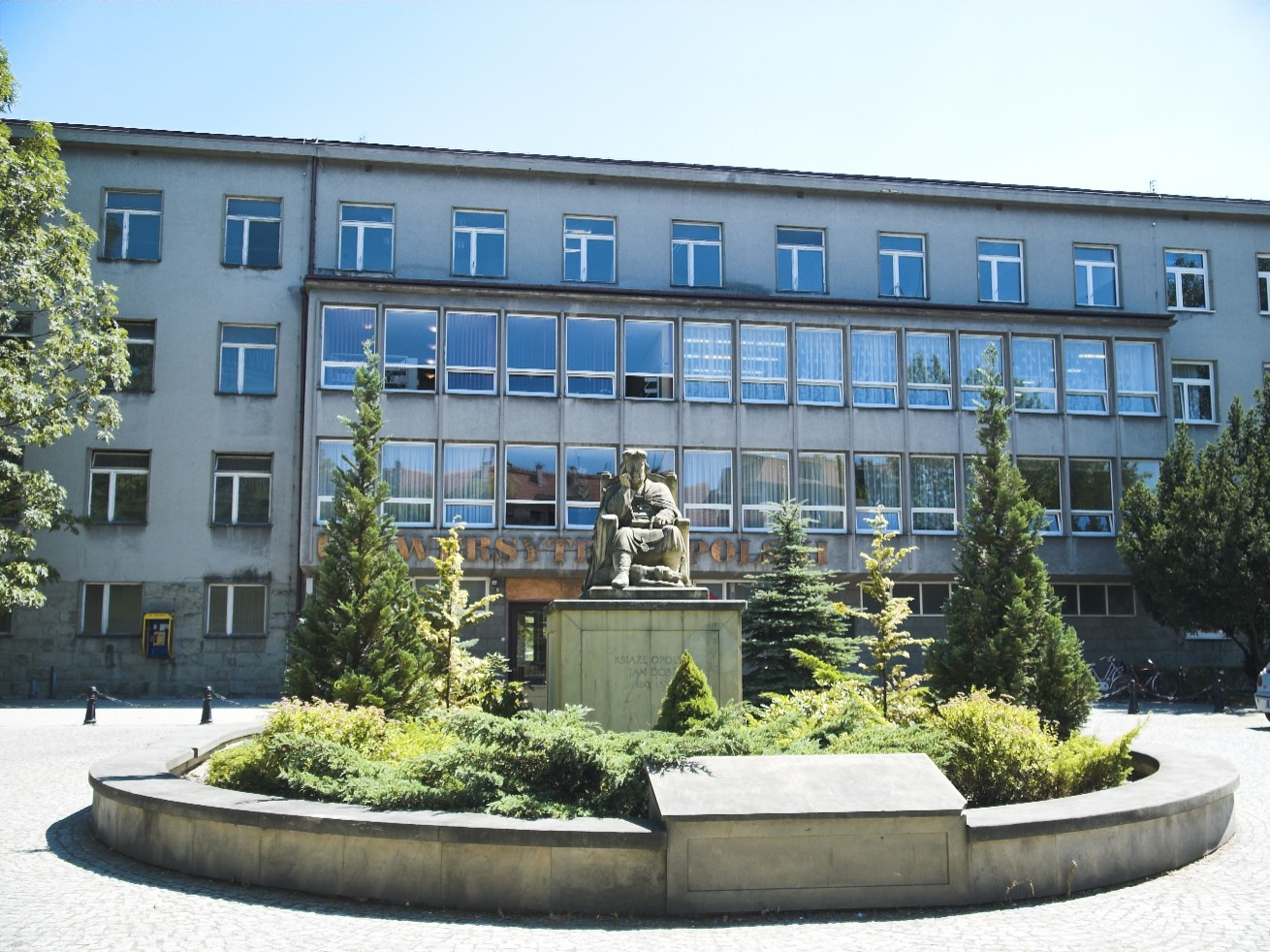
Główny Gmach WSP (UO) wzniesiony w latach 1954-1960, z widocznym pomnikiem księcia Jana Dobrego

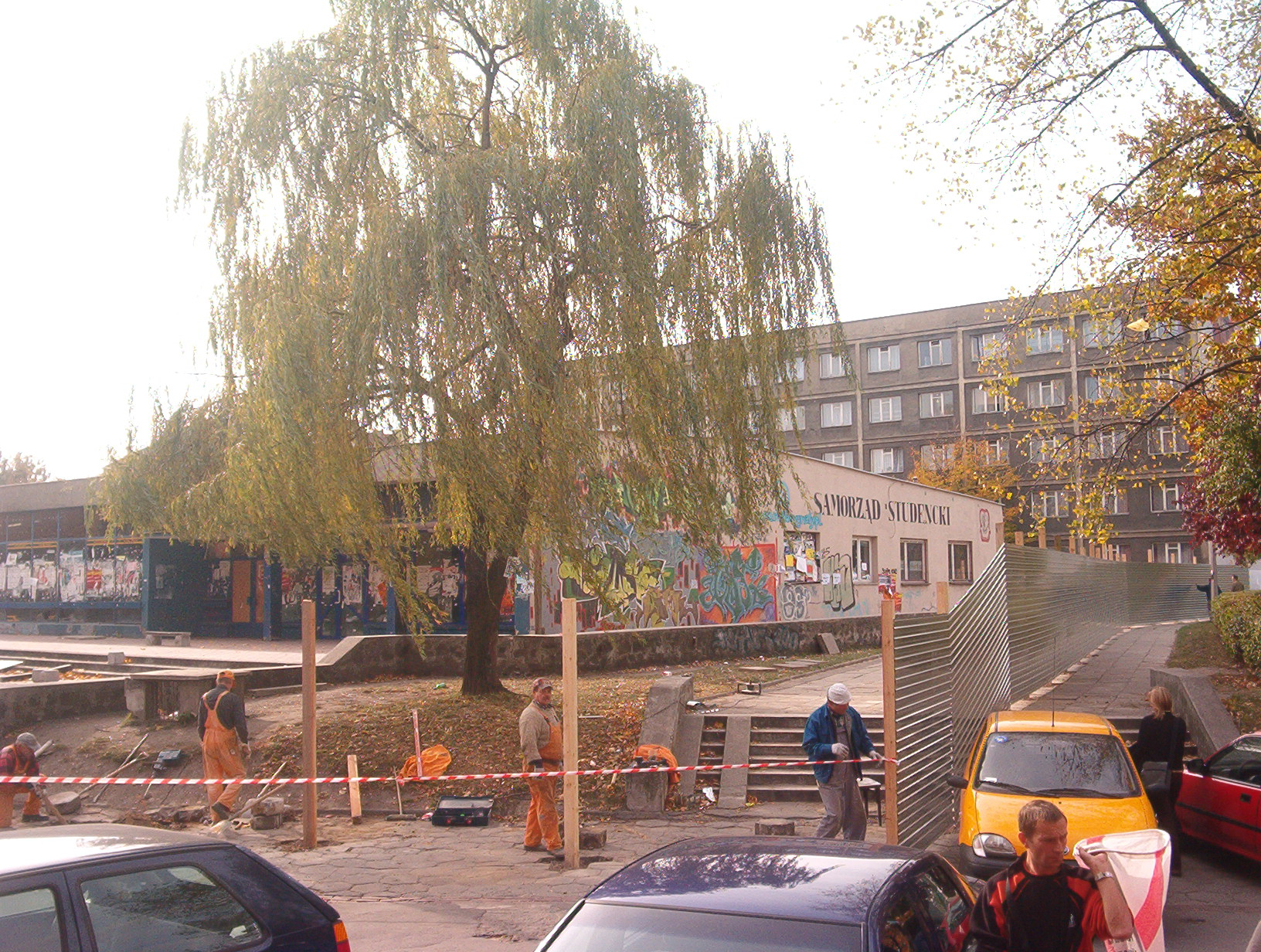
Klub studencki "Kocioł" przed rozbiórką - maj 2006 roku

Lata 90. XX wieku charakteryzowały się brakiem nowych inwestycji na terenie kampusu. Ożywienie ruchu budowlanego przyniosła dopiero kadencja Stanisława Nicieji jako rektora. W 2000 roku rozebrano dawny pawilon przy ul. Czaplaka, a w jego miejsce pół roku później postawiono nowy gmach - Collegium Pedagogcium, w który swoją siedzibę znalazł Instytut Studiów Edukacyjnych. W tym samym roku przed głównym gmachem UO przy ulicy Oleskiej stanął pomnik księcia Jana Dobrego, którą wykonał rzeźbiarz z Rybnika, Wiesław Kamiński, a pieniądze na ten cel dał Norbert Kwaśniok. W 1996 roku rozpoczęto budowę kolejnego akademika, który w stanie surowym ukończono w 2002 roku. Jednak pierwsi studenci zamieszkali w nim dopiero w 2004 roku po wykończeniu wnętrz. Na jego 12 piętrze znalazły się pomieszczenia przeznaczone na obserwatorium astronomiczne z salą wykładową dla słuchaczy. W latach 2006–2009 trwała modernizacja pozostałych domów studenckich, polegająca na pomalowaniu elewacji, korytarzy, remontem pokojów i wyposażeniem ich w nowe meble.
W 2006 roku w miejsce pawilonu, mieszczącego Klub Studencki "Kocioł", wybudowano Collegium Civitas, w którym siedzibę znalazła część instytutów Wydziału Historyczno-Pedagogicznego. Jednymi z ostatnich inwestycji na kampusie były budowa boiska do piłki nożnej (Orlika) w miejsce dawnych betonowych boisk oraz Studenckiego Centrum Kultury, które otworzono w 2011 roku.

## Obiekty
Na terenie Miasteczka Studenckiego oprócz akademików znajdują się:
- Główny gmach Uniwersytetu Opolskiego - siedziba Wydział Matematyki, Fizyki i Informatyki, działu spraw studenckich (sprawy socjalno-bytowe) oraz Instytut Nauk Pedagogicznych
- Collegium Pedaogogicum - mieści Instytut Studiów Edukacyjnych
- Collegium Iuridicum - siedziba Wydziału Prawa i Administracji
- Collegium Civitas im. Bolesława Wierzbiańskiego - mieści się w nim część Wydziału Historyczno-Pedagogicznego, w tym Instytut Politologii, Instytut Socjologii oraz Instytut Filozofii
- Collegium Chemicum - siedziba Wydziału Chemii
- Budynek po byłym I LO - siedziba Instytut Psychologii, Instytut Filologii Germańskiej, Międzywydziałowego Centrum Kształcenia i Doskonalenia Pedagogicznego, Studium Wychowania Fizycznego i Sportu oraz Studium Języków Obcych
- Gmach Wydziału Przyrodniczo-Technicznego
- Studenckie Centrum Kultury
- Dom Profesorski
- Boisko Orlik
- Kościół Akademicki pw. Najświętszego Serca Pana Jezusa
- Jezuicki Ośrodek Formacji i Kultury Xaverianum

## Akademiki

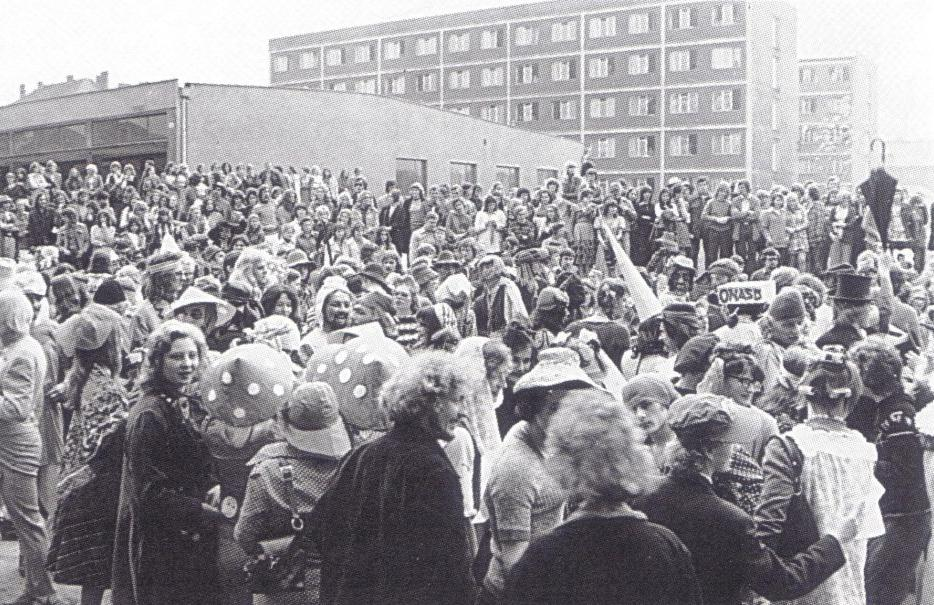
Piastonalia na kampusie WSP w latach 70. XX wieku

Do dyspozycji studentów na miasteczku akademicki znajdują się 4 różnego typu domy studenckie, oferujące łącznie 1783 miejsca:
- Dom Studencki "MROWISKO" - ul. Katowicka 87, 315 miejsc
- Dom Studencki "KMICIC" - ul. Katowicka 89, 575 miejsc
- Dom Studencki "SPÓJNIK" - ul. Katowicka 91-93, 440 miejsc
- Dom Studencki "NIECHCIC" - ul. Katowicka 87b, 453 miejsca